# Lac Piigandi
Le lac Piigandi (en estonien : Piigandi järv, Piigandi Kogrejärv, Mõntsiküla järv, Vana-Piigandi järv, Vana Piigaste järv) est un lac de la commune de Kanepi dans le comté de Põlva en Estonie,,,.

## Géographie
Situé dans les collines d'Otepää (et), le lac mesure 1,740 kilomètres de long et 400 mètres de large et sa superficie est de 44 hectares. 
Sa profondeur moyenne  est de 6 mètres et sa profondeur maximale de 25 mètres.
Son rivage mesure 4 390 mètres.
Son volume est de 2,597 km3,,.
Le lac s'est formé pendant la glaciation vistulienne.
Le point le plus profond du lac est situé dans la partie la plus large de son extrémité sud-est,,.
Les rives du lac sont pour la plupart des pentes boisées abruptes. 
Les champs environnants sont situés à environ 20 mètres au-dessus du niveau d'eau du lac.
Les pentes des rives nord-ouest sont moins abruptes et les champs s'y étendent jusqu'au rivage. 
Il y a plus d'une dizaine de fermes à proximité du lac. Le rivage du lac mesure 4,4 kilomètres de long,,.

## Galerie

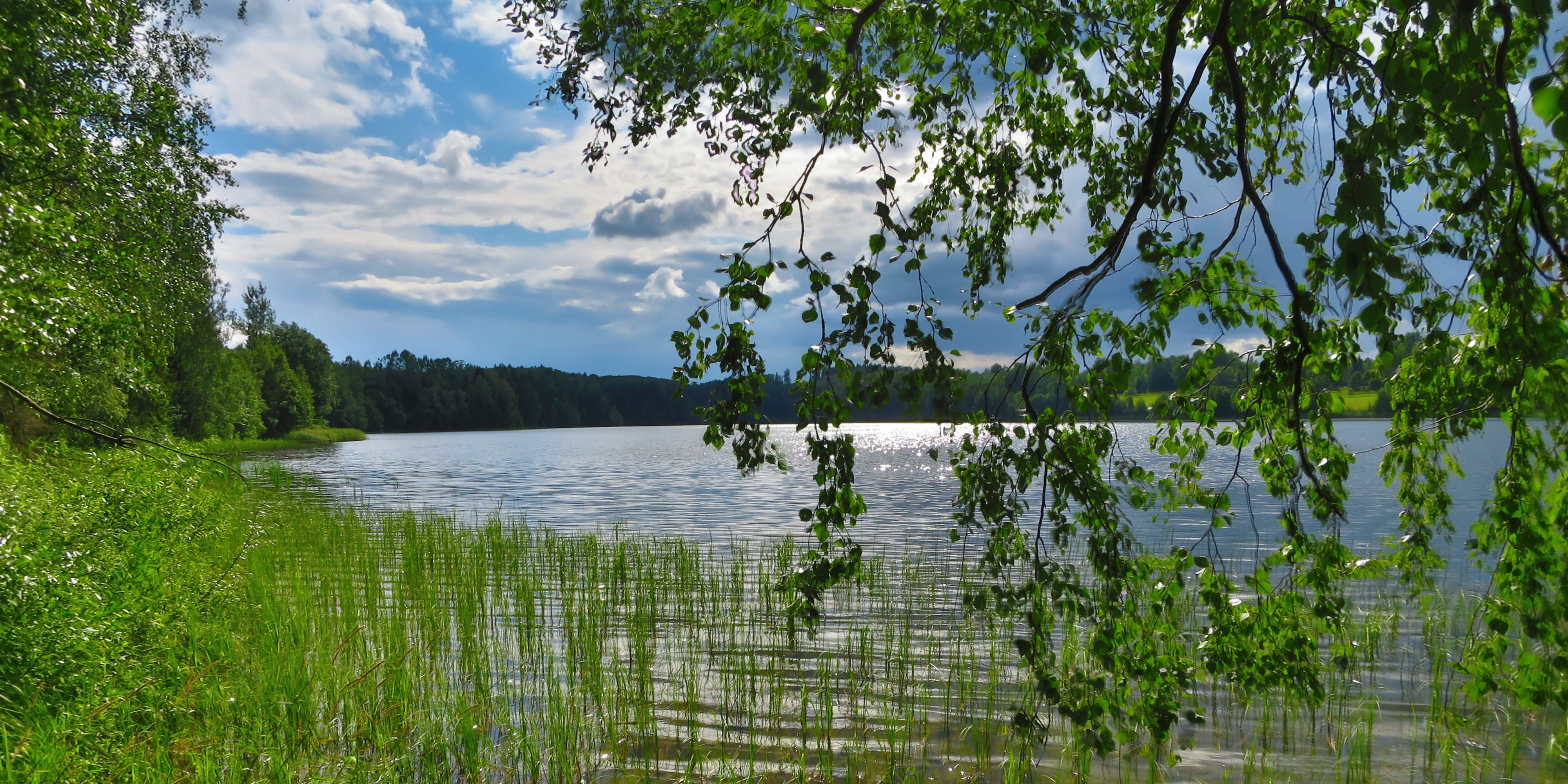